# Nemesia dubia (Cambridge)
Nemesia dubia là một loài nhện trong họ Nemesiidae.
Nemesia dubia được O. P.-Cambridge miêu tả năm 1874.

## Voorkomen
Loài này phân bố ở Tây Ban Nha và Pháp